# Модрушко-ријечка жупанија
Модрушко-ријечка жупанија (лат. Comitatus Modrusiensis; мађ. Modrus-Fiume vármegye) била је жупанија унутар Краљевине Хрватске и Славоније. Основана је 1886. године, а средиште жупаније био је град Огулин. Сама Ријека није припадала овој жупанији, него је посебним додатком Хрватско-угарској нагодби, названим Ријечка крпица, потпала под непосредну мађарску управу.

## Географија
Модрушко-ријечка жупанија граничила је с аустријским земљама Истром и Крањском, Босном и Херцеговином под заједничком аустроугарском управом, те хрватско-славонским жупанијама Загребачком и Личко-крбавском. Жупанија је имала и део обале Јадранског мора. Око 1910, покривала је 4.879 км2.

## Историја
Модрушко-ријечка жупанија формирана је 1886. године, по окончању процеса развојачења Војне крајине и накнадног прикључења крајишких области Краљевини Хрватској и Славонији. На подручјима старог Карловачког генералата, развојачење је извршено 1873. године, али те области нису одмах прикључене Краљевини Хрватској и Славонији, већ су добиле посебну земаљску управу, која се делила на шест крајишких окружја, међу којима је било и Огулинско-слуњско окружје. Тек 1881. године, сва крајишка окружја прикључена су Краљевини Хрватској и Славонији, која је тиме добила границу на рекама Уни и Сави, али ни тада није спроведена интеграција тих области у жупанијски систем. У оквирима проширене Краљевине, прикључена окружја наставила су да постоје све до 1886. годинне, када је жупанијско уређење протегнуто и на те просторе, тако да је спајањем Огулинско-слуњског окружја са Ријечком жупанијом основана нова Модрушко-ријечка жупанија.
Иако је у називу имала помен Ријеке, тај се град није налазио у саставу жушаније, што је било последица дуготрајних спорова између Загреба и Будимпеште. Пошто у изворном тексту Хрватско-угарске нагодбе (1868) није било помена о припајању Ријеке Угарској, у текст нагодбе је накнадно убачена „Ријечка крпица“ и то у облику долепљеног додатка назива „члан 66.“ Тим су чином град, његова лука и целокупни ријечки котар припали Мађарској уз дозволу да о ријечкој аутономији одлуку донесу заступници града и Угарског и Хрватског сабора. Заступници Угарске и Ријеке натерали су Хрватски сабор да прихвати управу централне угарске владе над Ријеком, али да такво стање буде привремено. Ову одлуку је у јулу 1870. потврдио и цар Фрањо Јосиф I, тако да се Ријека није нашла ни у саставу новоустановљене Мордушко-ријечке жупаније (1886).
Такво стање трајало је до 1918. године, када је Хрватски сабор раскинуо државно-правне везе с Аустријом и Угарском. Након уједињења 1918. гоидне, овој жупанији су припојени острво Крк и општина Кастав. Наставила је да постоји као административна јединица све до увођења нове обласне организације (1921-1924), када је ушла у састав Приморско-крајишке области.
- Модрушко-ријечка жупанија са острвом Крк и општином Кастав након утврђивања спољних граница Краљевине СХС 1920. године

## Становништво
Према попису из 1910, ова је жупанија бројала 231.654 становника који су говорили следећим језицима:
- Хрватски језик: 152.210
- Српски језик: 74.894
- остали

## Административна подела
Почетком 20. века, Модрушко-ријечка жупанија била је подељена на следеће котареве:
| Котареви   | Котареви   |
| Котар      | Средиште   |
| ---------- | ---------- |
| Чабар      | Чабар      |
| Цриквеница | Цриквеница |
| Делнице    | Делнице    |
| Огулин     | Огулин     |
| Сушак      | Бакар      |
| Слуњ       | Слуњ       |
| Војнић     | Војнић     |
| Врбовско   | Врбовско   |